# 12e armée (Empire russe)
Pour les articles homonymes, voir 12e armée.
La douzième armée est une unité de l'armée impériale russe engagée sur le front de l'Est pendant la Première Guerre mondiale. Elle participe à plusieurs batailles contre l'armée impériale allemande. Elle est créée en janvier 1915 et disparaît à la fin de 1917.

## Historique

### 1915

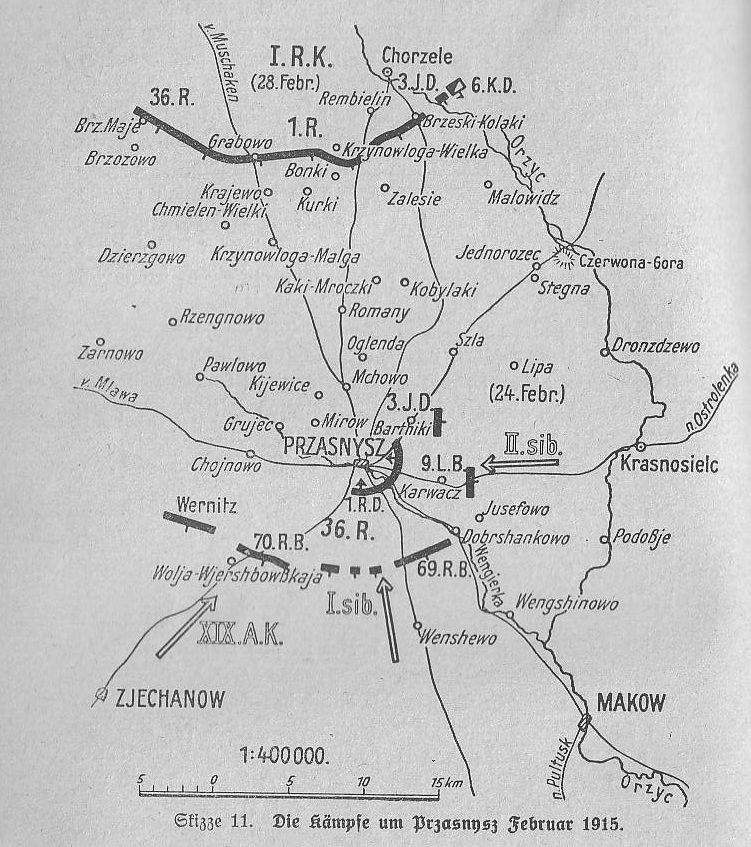
Bataille de Przasnysz, février 1915.

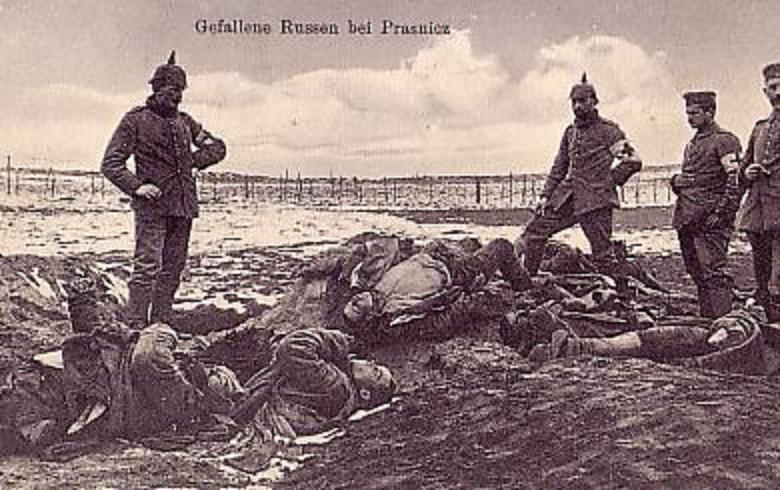
Soldats russes tués près de Przasnysz, carte postale allemande, 1915

La 12e armée est créée au milieu de janvier 1915, sous le commandement de Pavel von Plehve, pour renforcer le front du Narew dans le nord de la Pologne russe. Elle comprend alors 13 divisions d'infanterie et 2 de cavalerie. En février 1915, elle constitue les corps suivants :
- Aile gauche : IIe corps sibérien (en) (général Arkadi Sitchevski) entre Różan et Ostrołęka
- Centre : Ve corps au nord-est d'Ostrołęka, IVe corps sibérien (en) autour de la forteresse de Łomża
- Aile droite : corps de la Garde (général Vladimir Bezobrazov (de)) autour de la forteresse d'Osowiec

En février-mars 1915, la 12e armée participe à la bataille de Przasnysz où les Russes arrêtent l'offensive de l'Armeegruppe Gallwitz.
En juillet 1915, la 12e armée est battue lors de l'offensive allemande de la Narew. Pendant l'été 1915, la Grande Retraite de l'armée  russe entraîne un repli général de la 12e armée. À partir de la fin d'août 1915, elle se reconstitue dans le secteur nord du front, le long de la Dvina et jusqu'à la mer Baltique. Son flanc sud-est est couvert par la 5e armée. Elle est alors commandée par le général Vladimir Gorbatovsky (en) et comprend 8 divisions d'infanterie et 2 de cavalerie, formant les corps suivants :
- IIe corps sibérien
- VIe corps sibérien
- VIIe corps sibérien

### 1917

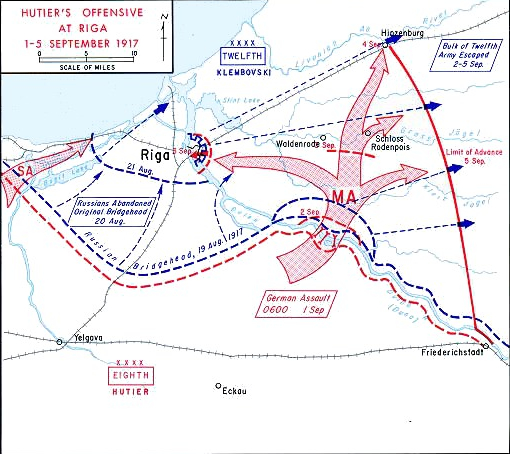
Bataille de Riga, 1er-5 septembre.

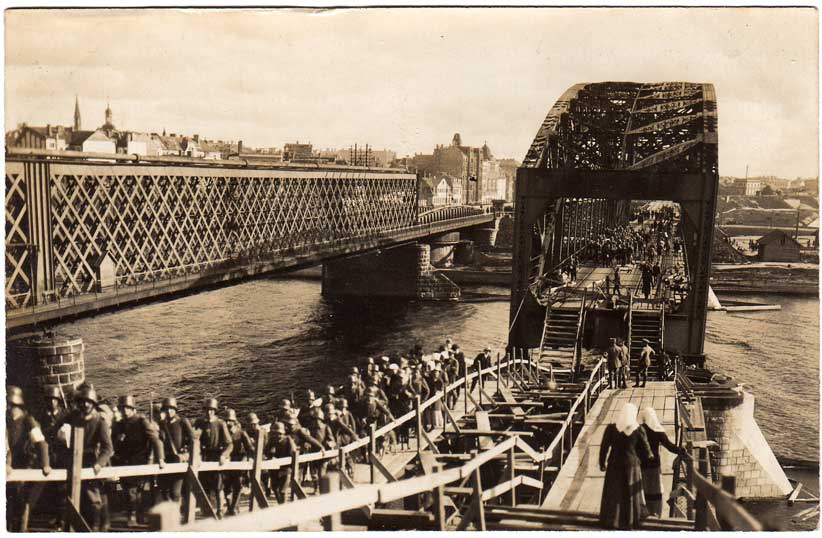
Troupes allemandes passant la Daugava à Riga, septembre 1917.

Lors des batailles de l'Aa, en janvier 1917, la 12e armée, commandée par le général bulgare Radko Dimitriev, tente de franchir la ligne allemande de la Lielupe (Aa de Courlande) en pleine tempête de neige pour reprendre Jelgava (Mitau), capitale du gouvernement de Courlande. Cette offensive manquée, suivie d'une contre-attaque allemande qui reprend le terrain conquis, entraîne un mécontentement croisant de la troupe : 92 mutins sont fusillés et plusieurs centaines déportés.
En septembre 1917, la 12e armée, commandée par Dmitri Parski, est défaite devant Riga. Cet échec entraîne la conquête de la ville par les unités allemandes. Les tirailleurs lettons parviennent à couvrir la retraite russe, évitant une débâcle.

## Commandants
- Pavel von Plehve (14 janvier - 8 juin 1915)
- Alexeï Tchourine (ru) (8 juin  - 20 août 1915)
- Vladimir Gorbatovsky (en) (20 août 1915 - 20 mars 1916)
- Radko Dimitriev (20 mars 1916 - 20 juillet 1917)
- Dmitri Pavlovitch Parski (20 juillet - 9 septembre 1917)
- Iakov Iouzefovitch (9 septembre - 19 novembre 1917)
- Vassili Novitski (ru) (14 - 22 novembre 1917)
- David Gountsadzé (ru) (22 novembre - 29 décembre 1917)

## Sources et bibliographie
- (de) Cet article est partiellement ou en totalité issu de l’article de Wikipédia en allemand intitulé « 12. Armee (Russisches Kaiserreich) » (voir la liste des auteurs) dans sa version du 17 décembre 2017.